# Вільям Фредерік Ємес
Вільям Фредерік Ємес (англ. William Frederick Yeames; 16 грудня 1835, Таганрог, Росія — 3 травня 1918, Тінмут, Девон, Англія) — британський живописець, відомий насамперед завдяки своїй картині «А коли ти востаннє бачив свого батька?» (англ. And When Did You Last See Your Father), на якій зображено сина рояліста, якого допитували парламентарії під час Громадянської війни в Англії.

## Біографія
Вільям Фредерік Ємес народився в Таганрозі, в родині британського консула. Після смерті батька в 1842 році Вільяма відправили в школу в Дрездені, де він почав вивчати живопис. З 1848 року він вивчав живопис у Лондоні.
З 1866 року Вільям Фредерік Ємес стає членом Королівської академії мистецтв.

## Роботи

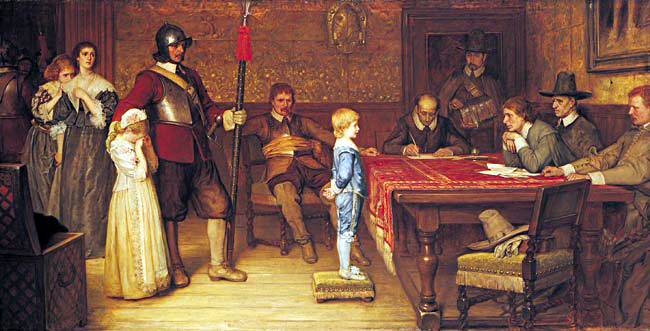
«А коли ти востаннє бачив свого батька?» (1878)
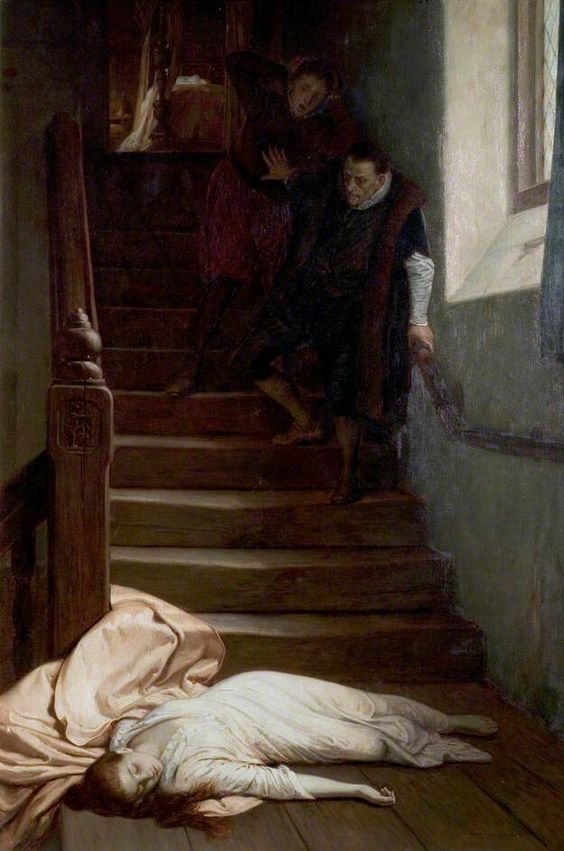
Емі Робсарт (1877)
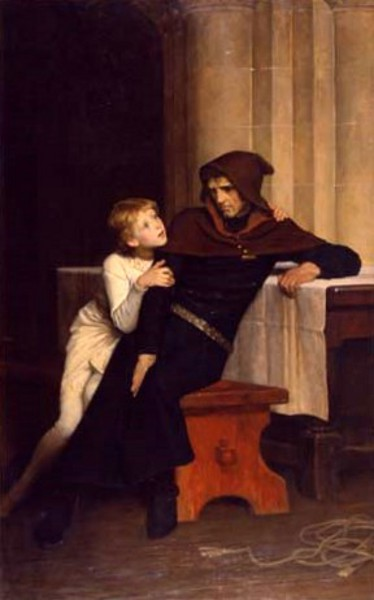
Артур I і Юбер де Бург (1882)